# 南養寺
南養寺（なんようじ）は、東京都国立市にある臨済宗建長寺派の寺院。

## 歴史
1347年（正平2年）、立川入道宗成の開基である。立川入道宗成は、この地を治めた豪族立川氏の一族であり、建長寺から物外可什を招いて開山とした。
本堂は1804年（文化元年）に建てられたものである。長らく茅葺屋根であったが、1981年（昭和56年）に銅板に替えられた。
境内には大悲殿観音堂がある。この観音堂は、かつて当地に一時期存在した圓成院（現在は小平市に移転）から移築したものである。現在は毎年12月31日の大晦日の夜のみ公開されている。

## 文化財
- 南養寺本堂（国立市有形文化財 昭和57年4月1日指定）[3]
- 南養寺大悲殿（国立市有形文化財 昭和57年4月1日指定）[3]
- 南養寺総門（国立市有形文化財 昭和57年4月1日指定）[3]
- 南養寺鐘楼（国立市有形文化財 昭和57年4月1日指定）[3]
- 南養寺庭園（国立市指定史跡 昭和57年4月1日指定）[4]
- 南養寺遺跡敷石住居跡（国立市指定史跡 昭和60年8月1日指定）[4]

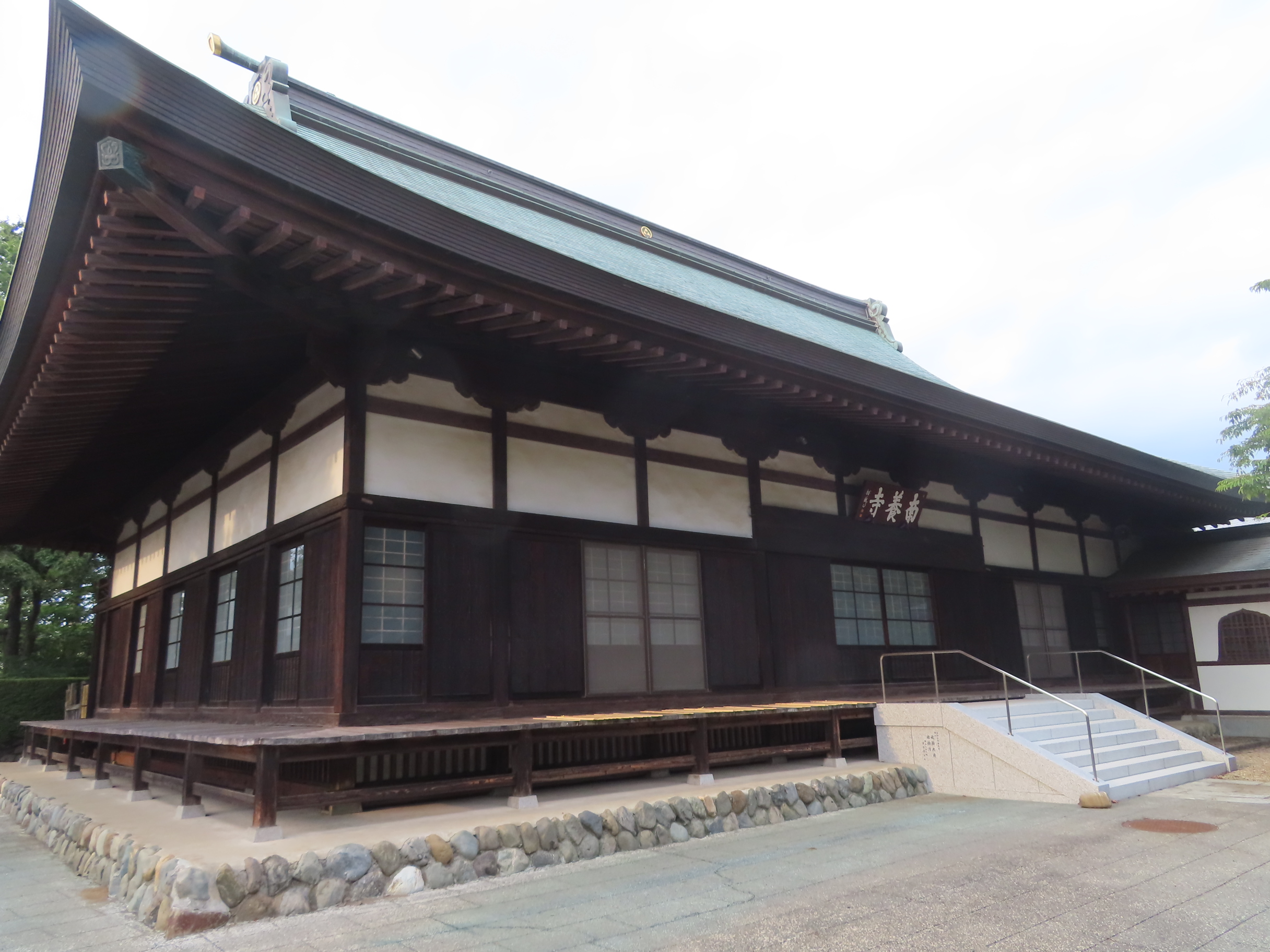
本堂
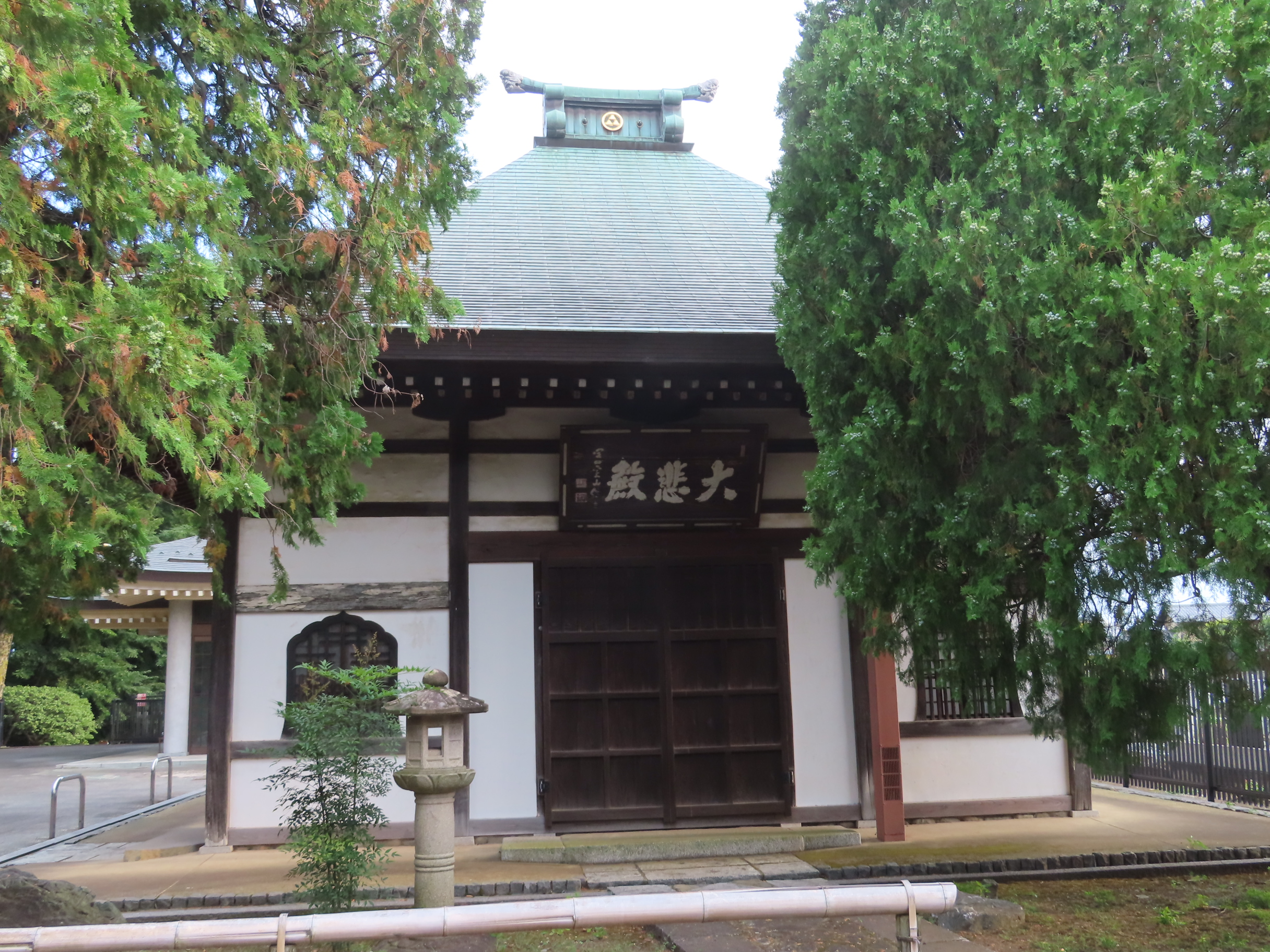
大悲殿

## 交通アクセス
- 矢川駅より徒歩5分。